# Пер Альбін Ганссон
Пер Альбін Ганссон (швед. Per Albin Hansson; 28 жовтня 1885, Мальме — 6 жовтня 1946, Стокгольм) — шведський політичний і державний діяч; голова Соціал-демократичної робітничої партії Швеції і прем'єр-міністр Швеції в 1932–1936 роках і 1936—1946 роках. Одночасно з «Новим курсом» Франкліна Делано Рузвельта в США провів ряд соціально-економічних реформ, які дозволили Швеції першою відновити нормальне функціонування економіки після «Великої депресії».

## Біографія
Пер Альбін Ганссон народився 28 жовтня 1885 року в Фосі поблизу Мальме в родині робітника-муляра. Фінансове становище сім'ї дозволило Перу Альбіну закінчити лише чотирирічну школу, після чого він вирушив працювати службовцем на склад.
У 1903 році став одним із співзасновників Соціал-демократичного союзу молоді Швеції, а незабаром вступив у Соціал-демократичну робітничу партію. Головував в ній в 1908—1909 рр. тоді, коли загальне виборче право і пропорційне представництво поступово повинно було прийняте для всіх чоловіків Швеції консервативним прем'єр-міністром Арвідом Ліндманом. Який пізніше став суперником Ганссона.
У 1905—1909 роках редагував журнал «Фрам» («Вперед»), що видається СДСМШ.
Діяльність як партійного журналіста принесла Ганссонові визнання в партійному середовищі, і
- з 1908 року він був членом Правління Соціал-демократичної робітничої партії Швеції, а
- з 1911 року — членом Виконавчого комітету партії.
- У 1914 році він був призначений головою міської парторганізації СДРПШ. Незабаром він замінив Карла Яльмара Брантінга на посаді головного редактора друкованого органу СДРПШ «Соціал-демократія» («Social-Demokraten»).
- У 1918 році він був обраний в другу палату шведського Риксдагу. Пер Альбін Ханссон вітав революційні події 1917 році в Російській імперії і деякий час він був близький до радикального крила партії. Зокрема, він вимагав заміни монархії республікою на противагу позиції Брантінга, колишнього керівника СДРПШ і уряду. А проте, Ганссон у своїх виступах називав коаліцію з лібералами кращою, ніж коаліцію з комуністами.
- У 1920 році Ганссон був призначений на міністра оборони в соціал-демократичному кабінеті Брантінга, зберігаючи цю посаду до 1926 року (з перервами в 1920—1921 рр., 1923—1924 рр. і у 1925 р.). На цій посаді він активно домагався скорочення витрат на нарощування військового потенціалу на користь соціальної сфери на користь громадян.
- У 1925 році після смерті Брантінга Ганссон очолив СДРПШ. Для зміцнення позицій партії
- в 1929 році Ганссон написав ряд програмних статей, в яких обґрунтовував свою концепцію «Народного дому» (Folkhemmet), що передбачала необхідність створення товариства всенародного добробуту шляхом здійснення соціального партнерства між робітниками і підприємцями. Саме він став першим лівоцентристським політиком, який отримав можливість реалізувати принципи помірної соціал-демократії в державному управлінні.

На тлі всесвітньої економічної кризи, що почалася в 1929 р. відбулося і погіршення положення трудящих Швеції,
- у 1932 році СДРПШ на парламентських виборах пропонувала реальну програму відновлення економіки за допомогою запровадження державного регулювання економіки. Інші партії погодилися на створення нового уряду на чолі з соціал-демократами, і в 1932 році Ганссон вперше очолив уряд. Пост прем'єр-міністра (з короткою перервою в 1936 році) він зберігав до кінця життя, а сама Соціал-демократична партія стала провідною партією Швеції, формуючи аж до 1976 року виконавчу владу самостійно або на чолі міцної коаліції.

Програма виходу з економічної кризи Ганссона передбачала збільшення соціальних витрат, введення загальних пенсій, допомоги у безробітті, створення нових робочих місць (у тому числі і шляхом введення громадських робіт), державний контроль і націоналізацію, збереження в державній власності стратегічних підприємств, а також стимулювання економіки за допомогою незначного дефіциту державного бюджету. Прагнув дати народові більше грошей. Таким чином, міністр фінансів у кабінеті Ганссона, Ернст Вігфорс, відповідальний за проведення цих перетворень, був першим, хто кейнсіанську політику ще до написання Джоном Мейнардом Кейнсом його головного твору.
В результаті успішного здійснення програми соціал-демократів Швеція остаточно подолала економічну кризу до 1934 року, а СДРПШ в 1941 році вперше завоювала абсолютну більшість у парламенті. Але Ганссон не формував однопартійного уряду, а утворив коаліцію «національної єдності» з трьома центристськими партіями. Уперше однопартійний уряд соціал-демократи сформували тільки в 1945 р..
- У 1932–1939 роках Ганссон активно виступав на підтримку курсу на роззброєння і міжнародне співробітництво у форматі Ліги Націй. В умовах німецької експансії в Європі Швеція під керівництвом Ганссона з 1939 року готувалася до оборонних дій (Сконська лінія). Побоюючись німецького вторгнення з Норвегії і сподіваючись зберегти нейтралітет у Другій світовій війні, Ганссон дав дозвіл німцям використовувати шведські залізниці для перевезення військ на територію Норвегії та Фінляндії.
- У 1940 році цей прем'єр-міністр відмовив своєму міністрові закордонних справ Рікарду Сандлеру в питанні створення оборонного союзу з Фінляндією проти СРСР. Хоча співіснування з нацистським режимом суперечило переконанням більшості членів СДРПШ, але саме завдяки постачанню залізної руди в Німеччину (становлячих близько 25 % імпорту руди в Німеччину), що тривало до 1943 р. Ганссонові вдалося уникнути окупації його країни Вермахтом. Дипломатичні відносини Швеції з нацистською Німеччиною були розірвані лише напередодні капітуляції 7 травня 1945 року.

Пер Альбін Ганссон до кінця життя жив досить скромно і завжди користувався громадським транспортом, як пересічний громадянин. Він мав право на державну охорону. Він був одним з тих, хто гарантією власної безпеки в народі вважав свою політику для народу. Він цінував довіру народу до себе, і довіряв своєму народові. Саме на зупинці трамваю в Стокгольмі 6 жовтня 1946 року в прем'єр-міністра Швеції стався серцевий напад.